# Monacon spinosum
Monacon spinosum är en stekelart som först beskrevs av Girault och Alan Parkhurst Dodd 1915.  Monacon spinosum ingår i släktet Monacon och familjen gropglanssteklar. Inga underarter finns listade i Catalogue of Life.